# 한스 헤니 얀

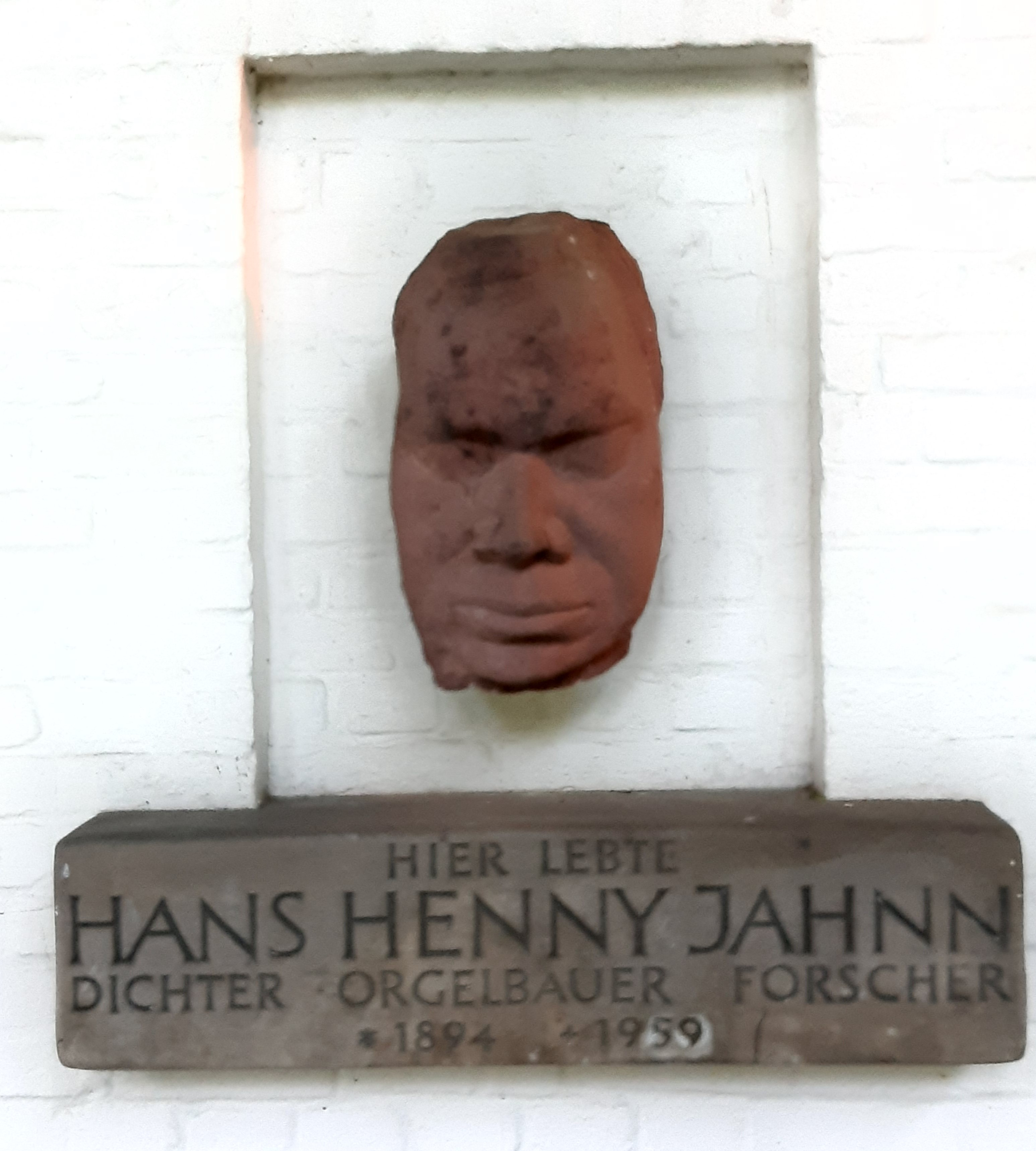

한스 헤니 얀(Hans Henny Jahnn, 1894년 12월 17일 ~ 1959년 11월 29일)은 독일의 극작가, 소설가다.
표현주의의 에로스의 테마는 <목사 에프라임 마그누스>(1919)에 나타나 있다. <리처드 3세의 대관식>에서는 인간의 불안을 탐색하고 있다. 2차대전 후에는 <빈곤, 부(富), 인간과 짐승>과, 전기극(傳記劇)인 <토마스 체스튼>이 있다.